# Synagoga Żydowskiego Komitetu Ratunkowego w Złoczewie
Synagoga Żydowskiego Komitetu Ratunkowego w Złoczewie – prywatny dom modlitwy znajdujący się w Złoczewie przy ulicy 11 listopada 10.
Synagoga została założona w 1920 roku przez Dawida Lututowskiego na potrzeby członków Mizrahi - Żydowskiego Komitetu Ratunkowego. Podczas II wojny światowej, w 1939 roku, synagoga została zdewastowana przez hitlerowców.